# Березники (Рязанский район)
Березники — деревня в Рязанском районе Рязанской области России, входит в состав Тюшевского сельского поселения.

## География
Деревня расположена в 10 км на юг от центра поселения села Тюшево и в 12 км на юго-запад от Рязани.

## История
Березники в качестве села упоминаются в платежных книгах 1628 года и значатся за Василием Михайловичем Коробьиным. Богородицерождественская церковь в селе упоминается в окладных книгах 1676 года, где при ней показано 59 приходских дворов.
В XIX — начале XX века село входило в состав Подвязьвской волости Рязанского уезда Рязанской губернии, с 1924 года — в составе Рязанской волости. В 1905 году в селе было 43 двора.
С 1929 года деревня входила в состав Нашатыркинского сельсовета Рязанского района Рязанского округа Московской области, с 1937 года — в составе Мушковатовского сельсовета Рязанской области, с 2005 года — в составе Тюшевского сельского поселения.

## Население
| 1859 | 1906 | 2010 |
| ---- | ---- | ---- |
| 339  | ↘302 | ↘12  |